# نزوى (الشارقة)
نَزْوَى هي قرية في إمارة الشارقة، الإمارات العربية المتحدة، تقع قبالة طريق دبي - حتا السريع بين لهباب والمدام، وبالقرب من إمارة دبي.

## معلومات
نزوى قرية صغيرة تشتهر بقَرْن نَزْوَى، نتوء من الحجر الجيري ومنطقة صحراوية محيطة معروفة بمشاهدة الطيور.
كانت محمية الغاف، الواقعة على جانب دبي من نزوى، واحدة من ستة محميات أعلنت عنها حكومة دبي في مايو 2014. تعتبر شجرة الغاف (غاف رمادي) الشجرة الوطنية لدولة الإمارات العربية المتحدة.